# 哈姆懷 (伊利諾伊州)
哈姆懷（英語：Humm Wye）是位於美國伊利諾伊州哈丁縣的一個非建制地區。該地的面積和人口皆未知。

## 地理
哈姆懷的座標為37°27′38″N 88°24′22″W / 37.46056°N 88.40611°W，而該地的平均海拔高度為136米（即446英尺）。